# Bödeln från Sibirien
Bödeln från Sibirien är en exploitationfilm från 1977. Den är den tredje och sista officiella filmen i filmserien om Ilsa. En inofficiell uppföljare finns dock, Ilsa, the Wicked Warden.

## Handling
Ilsa är kommendant vid ett sovjetiskt gulagläger där kommunisternas fiender ska brytas ner, en fånge visar sig emellertid vara svåromvänd och seglivad. När deras vägar korsas igen många år senare på en kanadensisk bordell vill de båda ta revansch.